# Campionati mondiali di nuoto 2009
I XIII Campionati del Mondo di Nuoto FINA si sono svolti a Roma, Italia, dal 18 luglio al 2 agosto 2009. Durante i campionati del 2009, sono state effettuate gare di tutte le cinque discipline acquatiche: tuffi, nuoto, nuoto di fondo, nuoto sincronizzato e pallanuoto.
Un numero record di 2556 atleti da 185 diverse nazioni hanno partecipato all'evento.
Questa edizione dei campionati di nuoto è ricordata per l'alto numero di record mondiali fatti registrare, ben 43. Questi primati sono stati fortemente condizionati dai costumi supertecnologici di materiale plastico permessi in extremis dalla FINA e sul futuro dei quali è in corso un'accesa discussione. Prima del mondiale, la FINA ha annunciato la messa al bando di tali costumi dal 2010.
L'inno della manifestazione è stato composto da Claudio Baglioni.
La mascotte ufficiale dell'evento è stata una rana chiamata Diva.

## Candidatura
La decisione riguardo alla selezione della città organizzatrice dei Campionati mondiali di nuoto 2009 è avvenuta il 16 luglio 2005 a Montréal  Canada. Le cinque città in lista erano:
- Roma  Italia
- Atene  Grecia
- Dubai  Emirati Arabi Uniti
- Mosca  Russia
- Yokohama  Giappone

| Città    | 1° votazione | 2° votazione |
| -------- | ------------ | ------------ |
| Atene    | 1            | -            |
| Dubai    | -            | -            |
| Mosca    | 1            | -            |
| Roma     | 10           | 11           |
| Yokohama | 8            | 9            |

- Città vincitrice: Roma  Italia

## Sedi di gara
- Foro Italico

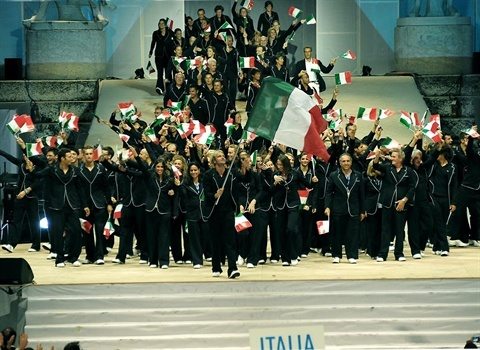
La nazionale italiana di nuoto durante la cerimonia inaugurale dei mondiali

  - Struttura all'aperto con Piscina nuoto 50 m × 25 m e piscina tuffi (ca. 13.000 posti)
  - Piscina pallanuoto 33 m × 21 m (ca. 5.000 posti)
  - Piscina nuoto sincronizzato 33 m × 21 m (ca. 3.300 posti)
  - Piscine allenamenti
- Lido di Roma - Ostia per il nuoto di fondo

Il documento di candidatura citava la possibilità di utilizzare per la manifestazione il complesso in costruzione a Tor Vergata denominato International Aquatic Centre e disegnato da Santiago Calatrava, ma i lavori di costruzione non sono mai stati ultimati. Questo complesso avrebbe ospitato le gare nei seguenti impianti:
- Struttura al coperto, disegnata dall'architetto spagnolo Santiago Calatrava, per un totale di 3000 spettatori in tribune fisse (2000 nuoto, 1000 tuffi) più eventualmente 200 spettatori con tribune smontabili aggiuntive, dotata di:
  1. Una vasca nuoto da 53 m × 25 m
  2. Una vasca tuffi da 25 m × 25 m
  3. Una vasca d'allenamento da 51,5 m × 12 m
- Struttura all'aperto per un totale di ca. 3000 spettatori in posti fissi estendibili a ca. 15000 con tribune smontabili, dotata di:
  1. Una vasca da 53 m × 25 m

Del ritardo nella costruzione degli impianti si era occupata, nel maggio 2009, la trasmissione giornalistica Report.

## Sport
In questi mondiali di nuoto sono state assegnate 65 medaglie d'oro, di cui 29 maschili e 36 femminili.
| Disciplina                                                                          | Maschile    | Femminile     | Totali         |
| ----------------------------------------------------------------------------------- | ----------- | ------------- | -------------- |
| • Nuoto • Nuoto in acque libere • Tuffi • Nuoto sincronizzato • Pallanuoto • Totale | 20 3 5 1 29 | 20 3 5 7 1 36 | 40 6 10 7 2 65 |

## Calendario
| ● | Cerimonia di apertura | ● | Competizioni | ● | Finali | ● | Cerimonia di chiusura |

|                       | Luglio/Agosto |    |    |    |    |    |    |    |    |    |    |    |    |    |    |    |    |    |
| Sport                 | 17            | 18 | 19 | 20 | 21 | 22 | 23 | 24 | 25 | 26 | 27 | 28 | 29 | 30 | 31 | 01 | 02 | T  |
| Cerimonie             |               | ●  |    |    |    |    |    |    |    |    |    |    |    |    |    |    | ●  |    |
| Nuoto                 |               |    |    |    |    |    |    |    |    | ●  | ●  | ●  | ●  | ●  | ●  | ●  | ●  | 40 |
| Nuoto in acque libere |               |    |    |    | ●  | ●  |    |    | ●  |    |    |    |    |    |    |    |    | 6  |
| Tuffi                 | ●             | ●  | ●  | ●  | ●  | ●  | ●  | ●  | ●  |    |    |    |    |    |    |    |    | 10 |
| Pallanuoto            |               |    | ●  | ●  | ●  | ●  | ●  | ●  | ●  | ●  | ●  | ●  | ●  | ●  | ●  | ●  |    | 2  |
| Nuoto sincronizzato   |               | ●  | ●  | ●  | ●  | ●  | ●  | ●  | ●  |    |    |    |    |    |    |    |    | 7  |
| Finali                | 1             | 2  | 3  | 1  | 5  | 3  | 2  | 2  | 4  | 4  | 4  | 5  | 4  | 5  | 6  | 7  | 7  | 65 |

## Medagliere
| Posizione | Paese         | Oro | Argento | Bronzo | Totale |
| --------- | ------------- | --- | ------- | ------ | ------ |
| 1         | Stati Uniti   | 11  | 11      | 7      | 29     |
| 2         | Cina          | 11  | 7       | 11     | 29     |
| 3         | Russia        | 8   | 8       | 4      | 20     |
| 4         | Germania      | 7   | 4       | 1      | 12     |
| 5         | Australia     | 4   | 5       | 10     | 19     |
| 6         | Gran Bretagna | 4   | 3       | 2      | 9      |
| 7         | Italia        | 4   | 1       | 5      | 10     |
| 8         | Serbia        | 3   | 1       | 0      | 4      |
| 9         | Ungheria      | 2   | 1       | 3      | 6      |
| 10        | Brasile       | 2   | 1       | 1      | 4      |
| 11        | Spagna        | 1   | 7       | 3      | 11     |
| 12        | Giappone      | 1   | 2       | 1      | 4      |
| 13        | Tunisia       | 1   | 2       | 0      | 3      |
| 14        | Danimarca     | 1   | 1       | 0      | 2      |
| 14        | Svezia        | 1   | 1       | 0      | 2      |
| 14        | Zimbabwe      | 1   | 1       | 0      | 2      |
| 17        | Sudafrica     | 1   | 0       | 3      | 4      |
| 18        | Paesi Bassi   | 1   | 0       | 1      | 2      |
| 19        | Messico       | 1   | 0       | 0      | 1      |
| 20        | Canada        | 0   | 4       | 5      | 9      |
| 21        | Francia       | 0   | 3       | 3      | 6      |
| 22        | Grecia        | 0   | 1       | 0      | 1      |
| 22        | Polonia       | 0   | 1       | 0      | 1      |
| 24        | Austria       | 0   | 0       | 1      | 1      |
| 24        | Croazia       | 0   | 0       | 1      | 1      |
| 24        | Cuba          | 0   | 0       | 1      | 1      |
| 24        | Lituania      | 0   | 0       | 1      | 1      |
| 24        | Malaysia      | 0   | 0       | 1      | 1      |
| 24        | Norvegia      | 0   | 0       | 1      | 1      |
| 24        | Romania       | 0   | 0       | 1      | 1      |
| Totale    | Totale        | 65  | 65      | 67     | 197    |

## Televisioni
I mondiali sono stati trasmessi in 197 nazioni del mondo attraverso decine di emittenti televisive partner di FINA. In Europa sono stati trasmessi dall'Unione europea di radiodiffusione.

## Mascotte
Diva è la mascotte ufficiale dei XIII Campionati del Mondo delle discipline acquatiche di Roma 2009.
Diva è una ranocchia elegante e un po' svampita, creandosi al tempo stesso una personalità simpatica. La scelta della rana come mascotte è collegata anche al fatto che, come gli atleti, passa la sua vita tra terra e acqua. Diva nasce dalla fantasia di Michela Mancini, studentessa della scuola media di Roma "Riccardo Quartaro", dopo aver vinto il concorso indetto dal comitato organizzatore.